# Jürgen Schult
Jürgen Schult (Amt Neuhaus, 1960. május 11. –) olimpiai bajnok német atléta, diszkoszvető. 74,08 méteres eredményével közel 38 évig tartotta a diszkoszvetés világcsúcsát. 

## Pályafutása
Két évvel azután, hogy hazája bojkottálta a Los Angeles-i olimpiát, 1986-ban új világrekordot dobott; 74,08 méteres csúcsa közel 38 évig élt, Mykolas Alekna döntötte meg 2024-ben.
1987-ben győzött a világbajnokságon, így főesélyesként indulhatott Szöulban. A játékokon aztán könnyedén, új olimpiai rekorddal lett bajnok. 1990-ben az Európa-bajnokságon is győzött. A következő olimpián, Barcelonában nem tudta megvédeni címét, a döntőben tizennyolc centiméterrel maradt el a litván Romas Ubartas-tól, és lett ezüstérmes.
1993-ban a világbajnokságon, majd 1994-ben az Európa-bajnokságon zárt harmadikként.
1996-ban hatodik lett az olimpián, majd egy évvel később újra bronzérmet szerzett a világbajnokságon. 1998-ban ezüstöt nyert a kontinensbajnokságon. Pályafutása utolsó nemzetközi sikerét az 1999-es sevillai világbajnokságon érte el, ahol másodikként zárt. 2000-ben még elindult ugyan a sydney-i olimpián, de csak a nyolcadik lett.

## Egyéni legjobbjai
- Súlylökés - 17,45 m (1982)
- Diszkoszvetés - 74,08 m (1986)